# Saison 1969-1970 du Boucau stade
 (août 2010).
Cette page présente la saison 1969-1970 du Boucau Tarnos stade en Championnat de France de rugby à XV de 2e division

## Récit de la saison
Pour la saison 1969-1970, le Boucau stade évolue en seconde division. Il atteint la finale qu'il perd 16 à 14 contre Rodez. Néanmoins, le club en est promu en première division à l'issue de la saison.

## La saison
Le club boucalais est versé dans la poule de Salles, Soustons, Mimizan, Saint Sever, Monein, Hagetmau et Morcenx. Le club connaît l'une de ses plus belles saisons. Bien lancé par une victoire à Salle, le Boucau stade va jouer la finale de deuxième division. Mieux, après 10 ans d'absence, le club retrouve la première division qu'il a quitté en 1960.
En 16e de finale, le Boucau élimine le Bordeaux Étudiants Club à Mimizan sur le score 19 à 9. En huitième de finale, c’est au tour de Lombez-Samatan à Marmande d’être défait 8 à 0 grâce à un essai d’Aragon à 10 minutes de la fin. En quart de finale, c’est à Montréjeau que le club boucalais rencontre l'Union sportive thuirinoise. Le score est de 6 à 6 à la fin du temps réglementaire et les Noirs passent près de l'élimination car, à la dernière minute, un joueur catalan qui file à l’essai est plaqué de justesse par Peyrelongue. La victoire est obtenue par le Boucau 22 à 12 en prolongation. En demi-finale à Saint-Gaudens, le Saint Girons SC des frères Dispagne ne résiste pas au pack boucalais dans un match rugueux et engagé. La victoire est obtenue sur le score de 5 à 0 pour les Noirs du Boucau grâce à un essai de Hiriart à la suite d'une échappée de Perez sur une touche.
Aussi, c’est à Castres que les Forgerons affrontent Stade Rodez Aveyron. La rencontre est houleuse puisqu’un pilier aveyronnais est expulsé. Les Noirs perdent la rencontre 16 à 14. Avant le match, un choix cornélien concernant les postes de deuxième et troisième ligne doit être fait. En effet, ils sont cinq joueurs (Lassalle, Aragon, Champagne, Perez et Vergez) pour quatre places, sachant que Lassalle peut jouer en deuxième ligne. Aussi, un de ces cinq éléments et titulaires indiscutables ne peut prendre part au match. C'est Vergez qui est désigné par tirage au sort pour ne pas jouer cette finale au bénéfice de Pierre Lassalle, d'où la présence de Champagne en numéro 8. Encore aujourd'hui, cette non-décision laisse un goût amer à certains supporters ayant connu cette époque qui pensent qu'avec la présence de Vergez, le Boucau stade aurait remporté cette finale.
| Poste            | Joueurs                                                    |
| 1re ligne        | René ALZUGURREN, Pierre DARRIGUES, Jacques HARAN           |
| 2e ligne         | Pierre LASSALLE, Jean-Paul HIRIART                         |
| 3e ligne         | Daniel ARAGON, Albert CHAMPAGNE, Bernard PEREZ             |
| demi de mêlée    | Serge BIé                                                  |
| demi d'ouverture | Jacques PEURELONGUE                                        |
| 3/4              | Jean-Jacques SANGLAN, Louis DAMESOY, Alain CALBéTE, GALVEZ |
| arrière          | Michel LATASTE                                             |

## Effectif[2],[Note 2]
| Rang | Nom                | Poste              | parcours                   |
| 1    | Harran Jacques     | Pilier             | formé au club              |
| 2    | René Alsugurren    | Pilier             | formé au club              |
| 3    | Pierre Darrigues   | Talonneur          | formé au club              |
| 4    | Gassane            | talonneur          | formé au club              |
| 5    | Pierre Lassalle    | Pilier ou 2e ligne | formé au club              |
| 6    | Albert Champagne   | 2e ligne           | formé au club puis Bayonne |
| 7    | Robert Haurieu     | Pilier             | formé au club              |
| 8    | R. Saubusse        | Pilier             |                            |
| 9    | S. Bouheben        | 2e ligne           |                            |
| 10   | Jean-Paul Hiriart  | 2e ligne           |                            |
| 11   | Bernard Perez      | 3e ligne           | formé au club              |
| 12   | François Vidondo   | 3e ligne           |                            |
| 13   | Bernard Lopez      | 3e ligne           | formé au club              |
| 14   | Gérard Larrouy     | 3e ligne ou ailier | formé au club              |
| 15   | Daniel Aragon      | 3e ligne           | formé au club              |
| 16   | Jean-Pierre Vergez | 3e ligne           | formé au club              |
| 17   | Michel Laurent     | Pilier ou 2e ligne | formé au club              |

| Rang | Nom                  | Poste                    | parcours      |
| 18   | Serge Perez          | Demi de mêlée            | formé au club |
| 19   | Serge Bié            | Demi de mêlée ou ouvreur | BEC, BS, SBUC |
| 20   | Yves Pétriacq        | Ouvreur ou centre        | formé au club |
| 21   | Jacques Peyrelongue  | Ouvreur ou arrière       | formé au club |
| 22   | Gracia               | ouvreur                  | formé au club |
| 23   | Lagounez             | Ailier                   |               |
| 24   | Louis Damestoy       | Centre ou ailier         | formé au club |
| 25   | Alain Calbète        | Centre ou ouvreur        | formé au club |
| 26   | Alain Pécastaing     | Ailier                   | formé au club |
| 27   | Jean-Jacques Sanglan | Ailier                   | formé au club |
| 28   | Robert Aragon        | Ailier                   | formé au club |
| 29   | Gimenez              | Ailier                   |               |
| 30   | Jean-Pierre Luc      | Arrière                  | formé au club |
| 31   | Michel Lataste       | Arrière                  | formé au club |
| 32   | José Foncillas       | Arrière                  | formé au club |
| 31   | Calvez               | Ailier                   | formé au club |
| 32   | Jean-Pierre Lohiague | Demi de mêlée            | formé au club |